# أم جرن (السفيرة)
أم جرن قرية سوريّة تتبع إداريّاً لمحافظة حلب منطقة السفيرة ناحية بنان، بلغ تعداد سكانها 820 نسمة حسب التعداد السكاني لعام 2004.